# Жуйнек
Жуйнек (каз. Жүйнек, до 2007 года — Коммуна) — село в Сауранском районе Туркестанской области Казахстана. Административный центр Жуйнекского сельского округа. Код КАТО — 512639100.
Село было переименовано в честь находящегося вблизи городища Югнак (I—XVI веков), считающегося родиной караханидского поэта Ахмада Югнаки.

## Население
В 1999 году население села составляло 3640 человек (1872 мужчины и 1768 женщин). По данным переписи 2009 года в селе проживали 5242 человека (2675 мужчин и 2567 женщин).